# Lista de árbitros de finais da Copa do Brasil de Futebol
Este artigo traz uma lista com todos os nomes de árbitros de futebol que apitaram as partidas finais das Copas do Brasil de Futebol, decididas em jogos de ida e e volta.

## Lista de Árbitros
| Ano  | Árbitro                              | Estádio                                     | Local          | Partida                                  |
|      |                                      |                                             |                |                                          |
| 1989 | José de Assis Aragão                 | Estádio Ilha do Retiro                      | Recife         | Sport 0 x 0 Grêmio                       |
| 1989 | José de Assis Aragão                 | Estádio Olímpico Monumental                 | Porto Alegre   | Grêmio 2 x 1 Sport                       |
| 1990 | Renato Marsiglia                     | Estádio Municipal de Juiz de Fora           | Juiz de Fora   | Flamengo 1 x 0 Goiás                     |
| 1990 | Renato Marsiglia                     | Estádio Serra Dourada                       | Goiânia        | Goiás 0 x 0 Flamengo                     |
| 1991 | Márcio Rezende de Freitas            | Estádio Olímpico Monumental                 | Porto Alegre   | Grêmio 1 x 1 Criciúma                    |
| 1991 | Cláudio Vinícius Cerdeira            | Estádio Heriberto Hülse                     | Criciúma       | Criciúma 0 x 0 Grêmio                    |
| 1992 | Márcio Rezende de Freitas            | Estádio das Laranjeiras                     | Rio de Janeiro | Fluminense 2 x 1 Internacional           |
| 1992 | José Aparecido de Oliveira           | Estádio Beira Rio                           | Porto Alegre   | Internacional 1 x 0 Fluminense           |
| 1993 | Márcio Rezende de Freitas            | Estádio Olímpico Monumental                 | Porto Alegre   | Grêmio 1 x 2 Cruzeiro                    |
| 1993 | Renato Marsiglia                     | Estádio Governador Magalhães Pinto          | Belo Horizonte | Cruzeiro 2 x 1 Grêmio                    |
| 1994 | Antônio Pereira da Silva             | Estádio Governador Plácido Castelo          | Fortaleza      | Ceará 0 x 0 Grêmio                       |
| 1994 | Oscar Roberto Godoy                  | Estádio Olímpico Monumental                 | Porto Alegre   | Grêmio 1 x 0 Ceará                       |
| 1995 | Antônio Pereira da Silva             | Estádio Municipal Paulo Machado de Carvalho | São Paulo      | Corinthians 2 x 1 Grêmio                 |
| 1995 | Márcio Rezende de Freitas            | Estádio Olímpico Monumental                 | Porto Alegre   | Grêmio 0 x 1 Corinthians                 |
| 1996 | Antônio Pereira da Silva             | Estádio Governador Magalhães Pinto          | Belo Horizonte | Cruzeiro 1 x 1 Palmeiras                 |
| 1996 | Sidrack Marinho dos Santos           | Estádio Palestra Itália                     | São Paulo      | Palmeiras 1 x 2 Cruzeiro                 |
| 1997 | Francisco Dacildo Mourão Albuquerque | Estádio Olímpico Monumental                 | Porto Alegre   | Grêmio 0 x 0 Flamengo                    |
| 1997 | Wilson de Souza Mendonça             | Estádio Jornalista Mario Filho              | Rio de Janeiro | Flamengo 2 x 2 Grêmio                    |
| 1998 | Carlos Eugênio Simon                 | Estádio Governador Magalhães Pinto          | Porto Alegre   | Cruzeiro 1 x 0 Palmeiras                 |
| 1998 | Sidrack Marinho dos Santos           | Estádio Cícero Pompeu de Toledo             | São Paulo      | Palmeiras 2 x 0 Cruzeiro                 |
| 1999 | Márcio Rezende de Freitas            | Estádio Alfredo Jaconi                      | Caxias do Sul  | Juventude 2 x 1 Botafogo                 |
| 1999 | Antônio Pereira da Silva             | Estádio Jornalista Mario Filho              | Rio de Janeiro | Botafogo 0 x 0 Juventude                 |
| 2000 | Antônio Pereira da Silva             | Estádio Cícero Pompeu de Toledo             | São Paulo      | São Paulo 0 x 0 Cruzeiro                 |
| 2000 | Carlos Eugênio Simon                 | Estádio Governador Magalhães Pinto          | Belo Horizonte | Cruzeiro 2 x 1 São Paulo                 |
| 2001 | Márcio Rezende de Freitas            | Estádio Olímpico Monumental                 | Porto Alegre   | Grêmio 2 x 2 Corinthians                 |
| 2001 | Antônio Pereira da Silva             | Estádio Cícero Pompeu de Toledo             | São Paulo      | Corinthians 1 x 3 Grêmio                 |
| 2002 | Carlos Eugênio Simon                 | Estádio Cícero Pompeu de Toledo             | São Paulo      | Corinthians 2 x 1 Brasiliense            |
| 2002 | Wilson de Souza Mendonça             | Estádio Elmo Serejo Farias                  | Taguatinga     | Brasiliense 1 x 1 Corinthians            |
| 2003 | Carlos Eugênio Simon                 | Estádio Jornalista Mario Filho              | Rio de Janeiro | Flamengo 1 x 1 Cruzeiro                  |
| 2003 | Paulo César de Oliveira              | Estádio Governador Magalhães Pinto          | Belo Horizonte | Cruzeiro 3 x 1 Flamengo                  |
| 2004 | Wilson de Souza Mendonça             | Estádio Palestra Itália                     | São Paulo      | Santo André 2 x 2 Flamengo               |
| 2004 | Carlos Eugênio Simon                 | Estádio Jornalista Mario Filho              | Rio de Janeiro | Flamengo 0 x 2 Santo André               |
| 2005 | Wilson de Souza Mendonça             | Estádio Jayme Cintra                        | Jundiaí        | Paulista 2 x 0 Fluminense                |
| 2005 | Leonardo Gaciba da Silva             | Estádio São Januário                        | Rio de Janeiro | Fluminense 0 x 0 Paulista                |
| 2006 | Leonardo Gaciba da Silva             | Estádio Jornalista Mario Filho              | Rio de Janeiro | Flamengo 2 x 0 Vasco da Gama             |
| 2006 | Carlos Eugênio Simon                 | Estádio Jornalista Mario Filho              | Rio de Janeiro | Vasco da Gama 0 x 1 Flamengo             |
| 2007 | Wilson Luiz Seneme                   | Estádio Jornalista Mario Filho              | Rio de Janeiro | Fluminense 1 x 1 Figueirense             |
| 2007 | Héber Roberto Lopes                  | Estádio Orlando Scarpelil                   | Florianópolis  | Figueirense 0 x 1 Fluminense             |
| 2008 | Héber Roberto Lopes                  | Estádio Cícero Pompeu de Toledo             | São Paulo      | Corinthians 3 x 1 Sport                  |
| 2008 | Alício Pena Júnior                   | Estádio Ilha do Retiro                      | Recife         | Sport 2 x 0 Corinthians                  |
| 2009 | Héber Roberto Lopes                  | Estádio Municipal Paulo Machado de Carvalho | São Paulo      | Corinthians 2 x 0 Internacional          |
| 2009 | Ricardo Marques Ribeiro              | Estádio Beira Rio                           | Porto Alegre   | Internacional 2 x 2 Corinthians          |
| 2010 | Leonardo Gaciba da Silva             | Estádio Urbano Caldeira                     | Santos         | Santos 2 x 0 Vitória                     |
| 2010 | Carlos Eugênio Simon                 | Estádio Manoel Barradas                     | Salvador       | Vitória 2 x 1 Santos                     |
| 2011 | Paulo César de Oliveira              | Estádio São Januário                        | Rio de Janeiro | Vasco da Gama 1 x 0 Coritiba             |
| 2011 | Sálvio Spínola Fagundes Filho        | Estádio Couto Pereira                       | Curitiba       | Coritiba 3 x 2 Vasco da Gama             |
| 2012 | Wilton Pereira Sampaio               | Arena Barueri                               | Barueri        | Palmeiras 2 x 0 Coritiba                 |
| 2012 | Sandro Meira Ricci                   | Estádio Couto Pereira                       | Curitiba       | Coritiba 1 x 1 Palmeiras                 |
| 2013 | Paulo César de Oliveira              | Estádio Durival Britto Silva                | Curitiba       | Atlético – PR 1 x 1 Flamengo             |
| 2013 | Leandro Pedro Vuadem                 | Estádio Jornalista Mario Filho              | Rio de Janeiro | Flamengo 2 x 0 Atlético – PR             |
| 2014 | Marcelo de Lima Henrique             | Estádio Independência                       | Belo Horizonte | Atlético – MG 2 x 0 Cruzeiro             |
| 2014 | Luiz Flávio de Oliveira              | Estádio Governador Magalhães Pinto          | Belo Horizonte | Cruzeiro 0 x 1 Atlético – MG             |
| 2015 | Luiz Flávio de Oliveira              | Estádio Urbano Caldeira                     | Santos         | Santos 1 x 0 Palmeiras                   |
| 2015 | Héber Roberto Lopes                  | Allianz Parque                              | São Paulo      | Palmeiras (4) 2 x 1 (3) Santos           |
| 2016 | Péricles Bassols Cortez              | Estádio Governador Magalhães Pinto          | Belo Horizonte | Atlético – MG 1 x 3 Grêmio               |
| 2016 | Luiz Flávio de Oliveira              | Arena do Grêmio                             | Porto Alegre   | Grêmio 1 x 1 Atlético – MG               |
| 2017 | Marcelo Aparecido Ribeiro de Souza   | Estádio Jornalista Mario Filho              | Rio de Janeiro | Flamengo 1 x 1 Cruzeiro                  |
| 2017 | Luiz Flávio de Oliveira              | Estádio Governador Magalhães Pinto          | Belo Horizonte | Cruzeiro (5) 0 x 0 (3) Flamengo          |
| 2018 | Anderson Daronco                     | Estádio Governador Magalhães Pinto          | Belo Horizonte | Cruzeiro 1 x 0 Corinthians               |
| 2018 | Wagner do Nascimento Magalhães       | Arena Corinthians                           | São Paulo      | Corinthians 1 x 2 Cruzeiro               |
| 2019 | Raphael Claus                        | Arena da Baixada                            | Curitiba       | Athletico Paranaense 1 x 0 Internacional |
| 2019 | Wilton Pereira Sampaio               | Estádio Beira Rio                           | Porto Alegre   | Internacional 1 x 2 Athletico Paranaense |
| 2020 | Marcelo de Lima Henrique             | Arena do Grêmio                             | Porto Alegre   | Grêmio 0 x 1 Palmeiras                   |
| 2020 | Bruno Arleu de Araújo                | Allianz Parque                              | São Paulo      | Palmeiras 2 x 0 Grêmio                   |
| 2021 | Bruno Arleu de Araújo                | Estádio Governador Magalhães Pinto          | Belo Horizonte | Atlético/MG 4 x 0 Athletico Paranaense   |
| 2021 | Anderson Daronco                     | Arena da Baixada                            | Curitiba       | Athletico Paranaense 1 x 2 Atlético/MG   |
| 2022 | Braúlio da Silva Machado             | Neo Química Arena                           | São Paulo      | Corinthians 0 x 0 Flamengo               |
| 2022 | Wilton Pereira Sampaio               | Estádio Jornalista Mario Filho              | Rio de Janeiro | Flamengo 1 (6) x 1 (5) Corinthians       |
| 2023 | Anderson Daronco                     | Estádio Jornalista Mario Filho              | Rio de Janeiro | Flamengo 0 x 1 São Paulo                 |
| 2023 | Braúlio da Silva Machado             | Estádio Cícero Pompeu de Toledo             | São Paulo      | São Paulo 1 x 1 Flamengo                 |
| 2024 | Rafael Klein                         | Estádio Jornalista Mario Filho              | Rio de Janeiro | Flamengo 3 x 1 Atlético/MG               |
| 2024 | Raphael Claus                        | Arena MRV                                   | Belo Horizonte | Atlético/MG 1 x 0 Flamengo               |

### Estatísticas
Mais finais apitadas
Por estado:
| Estado            | # Finais |
| ----------------- | -------- |
| São Paulo         | 14       |
| Rio Grande do Sul | 13       |
| Goiás             | 9        |
| Minas Gerais      | 8        |
| Pernambuco        | 6        |
| Rio de Janeiro    | 4        |
| Paraná            | 3        |
| Sergipe           | 2        |
| Santa Catarina    | 2        |
| Ceará             | 1        |

Por Árbitro:
| -   | Árbitro                                                                                    | Nº de finais | Edições                                                              |
| 1º  | Carlos Eugênio Simon                                                                       | 7            | 1998, 2000, 2002, 2003, 2004, 2006, 2010                             |
| 2º  | Márcio Rezende de Freitas Antônio Pereira da Silva                                         | 6            | 1991, 1992, 1993,1995, 1999, 2001 1994, 1995, 1996, 1999, 2000, 2001 |
| 4º  | Wilson de Souza Mendonça Héber Roberto Lopes Luiz Flávio de Oliveira                       | 4            | 1997, 2002, 2004, 2005 2007, 2008, 2009, 2015 2014, 2015, 2016, 2017 |
| 7º  | Paulo César de Oliveira Leonardo Gaciba da Silva Wilton Pereira Sampaio                    | 3            | 2003, 2011, 2013 2005, 2006, 2010 2012, 2019, 2022                   |
| 10º | Renato Marsiglia Sidrack Marinho dos Santos Anderson Daronco Braúlio Machado Raphael Claus | 2            | 1990*, 1993 1996, 1998 2021, 2023 2022, 2023 2019, 2024              |

* Renato Marsiglia apitou os dois jogos da final em 1990.